# Turniej o Łańcuch Herbowy Miasta Ostrowa Wielkopolskiego 2005
Turniej o Łańcuch Herbowy Miasta Ostrowa Wielkopolskiego 2005 – turniej żużlowy, rozegrany po raz 53. w Ostrowie Wielkopolskim, w którym zwyciężył Polak Sebastian Ułamek.

## Wyniki
- Ostrów Wielkopolski, 23 października 2005
- Sędzia: Wojciech Grodzki

| Msc. | Zawodnik                  | Państwo               | Pkt |             |  |
| ---- | ------------------------- | --------------------- | --- | ----------- |  |
| 1    | Sebastian Ułamek          | Włókniarz Częstochowa | 15  | (3,3,3,3,3) |  |
| 2    | Marcin Rempała            | Unia Tarnów           | 11  | (2,3,2,2,2) |  |
| 3    | Robert Sawina             | Polonia Bydgoszcz     | 10  | (2,3,2,0,3) |  |
| 4    | Damian Baliński           | Unia Leszno           | 9   | (3,2,0,3,1) |  |
| 5    | Michał Szczepaniak        | Intar Dartom Ostrów   | 9   | (3,3,w,1,2) |  |
| 6    | Robert Miśkowiak          | WTS Wrocław           | 9   | (3,2,2,2,0) |  |
| 7    | Maciej Kuciapa            | Stal Rzeszów          | 8   | (d,1,3,3,1) |  |
| 8    | Piotr Dym                 | Intar Dartom Ostrów   | 8   | (1,1,3,d,3) |  |
| 9    | Adrian Miedziński         | Apator Toruń          | 7   | (1,0,t,3,3) |  |
| 10   | Grzegorz Walasek          | Włókniarz Częstochowa | 7   | (2,d,1,2,2) |  |
| 11   | Roman Poważny             | RKM Rybnik            | 6   | (0,1,2,1,2) |  |
| 12   | Krzysztof Słaboń          | WTS Wrocław           | 6   | (2,w,1,2,1) |  |
| 13   | Karol Ząbik               | Apator Toruń          | 6   | (1,2,1,1,1) |  |
| 14   | Tomasz Jędrzejak          | Intar Dartom Ostrów   | 5   | (0,2,3,d,-) |  |
| 15   | Janusz Ślączka            | KSŻ Krosno            | 2   | (1,0,0,1,0) |  |
| 16   | rez. Marcin Liberski      | Intar Dartom Ostrów   | 1   | (1,0)       |  |
| 17   | rez. Sebastian Brucheiser | Intar Dartom Ostrów   | 1   | (1,0)       |  |
| 18   | Paweł Hlib                | Stal Gorzów           | 0   | (0,0,t,d,0) |  |

Bieg po biegu:
1. Ułamek, Walasek, Miedziński, Kuciapa (d4)
2. Baliński, Słaboń, Ząbik, Jędrzejak
3. Miśkowiak, Rempała, Dym, Poważny
4. Szczepaniak, Sawina, Ślączka, Hlib
5. Ułamek, Jędrzejak, Dym, Hlib
6. Sawina, Miśkowiak, Liberski, Walasek (d3) (Słaboń w2)
7. Szczepaniak, Ząbik, Poważny, Miedziński
8. Rempała, Baliński, Kuciapa, Ślączka
9. Ułamek, Poważny, Słaboń, Ślączka
10. Jędrzejak, Rempała, Walasek (Szczepaniak w)
11. Dym, Sawina, Brucheiser, Baliński (Miedziński t)
12. Kuciapa, Miśkowiak, Ząbik, Liberski (Hlib t)
13. Ułamek, Rempała, Ząbik, Sawina
14. Baliński, Walasek, Poważny, Hlib (d4)
15. Miedziński, Miśkowiak, Ślączka, Jędrzejak (dst)
16. Kuciapa, Słaboń, Szczepaniak, Dym (d4)
17. Ułamek, Szczepaniak, Baliński, Miśkowiak
18. Dym, Walasek, Ząbik, Ślączka
19. Miedziński, Rempała, Słaboń, Hlib
20. Sawina, Poważny, Kuciapa, Brucheiser (Jędrzejak-ns)
21. Bieg pamięci Mirosława Borowicza: Liberski, Brucheiser, Kwiatkowski, Piaszczyński
22. Bieg pamięci Rifa Saitgariejewa: Ułamek, Szczepaniak, Rempała, Sawina